# Списак Убисофтових игара
Овде се налази листа игара које је објавила компанија Убисофт.

## Листа видео игара
| Име                                                     | Year      | Platforms                           | Description                                                                        |
| ------------------------------------------------------- | --------- | ----------------------------------- | ---------------------------------------------------------------------------------- |
| 10 Great Games                                          | 1991      | Amiga                               |                                                                                    |
| 10 Great Games                                          | 1991      | MS-DOS                              |                                                                                    |
| 10 Megahits Vol. 3                                      | 1991      | Amiga                               |                                                                                    |
| 10 Megahits Vol. 3                                      | 1991      | MS-DOS                              |                                                                                    |
| 100 All-Time Favorites                                  | 2009      | Nintendo DS                         |                                                                                    |
| 187: Ride or Die                                        | 2005      | PlayStation 2                       |                                                                                    |
| 187: Ride or Die                                        | 2005      | Xbox                                |                                                                                    |
| ABBA: You Can Dance                                     | 2011      | Wii                                 |                                                                                    |
| Academy of Champions                                    | 2009      | Wii                                 |                                                                                    |
| L'Anneau de Zengara                                     | 1987      | Amstrad CPC                         |                                                                                    |
| L'Anneau de Zengara                                     | 1987      | Atari ST                            |                                                                                    |
| Animaniacs                                              | 2011      | Wii                                 |                                                                                    |
| Action Soccer                                           | 1995      | MS-DOS                              |                                                                                    |
| The Adventures of Tintin: The Secret of the Unicorn     | 2011      | Windows                             |                                                                                    |
| The Adventures of Tintin: The Secret of the Unicorn     | 2011      | iOS                                 |                                                                                    |
| The Adventures of Tintin: The Secret of the Unicorn     | 2011      | Nintendo 3DS                        |                                                                                    |
| The Adventures of Tintin: The Secret of the Unicorn     | 2011      | PlayStation 3                       |                                                                                    |
| The Adventures of Tintin: The Secret of the Unicorn     | 2011      | Wii                                 |                                                                                    |
| The Adventures of Tintin: The Secret of the Unicorn     | 2011      | Xbox 360                            |                                                                                    |
| The Adventures of Valdo & Marie                         | 1997      | Windows                             |                                                                                    |
| Air Combat Aces                                         | 1991      | Amiga                               |                                                                                    |
| Alexander                                               | 2004      | Windows                             |                                                                                    |
| Alex Builds His Farm                                    | 1999      | Windows                             |                                                                                    |
| Alex Ferguson's Player Manager 2001                     | 2001      | PlayStation                         |                                                                                    |
| Alexi Lalas Red Hot Soccer                              | 1996      | Windows                             |                                                                                    |
| Alfred Hitchcock Presents: The Final Cut                | 2001      | Windows                             |                                                                                    |
| All Star Tennis '99                                     | 1998      | Nintendo 64                         |                                                                                    |
| All Star Tennis '99                                     | 1998      | PlayStation                         |                                                                                    |
| All Star Tennis '99                                     | 1998      | Game Boy Color                      |                                                                                    |
| All You Can Play: 10 Racing Games                       | 1999      | Windows                             |                                                                                    |
| America's Army: Rise of a Soldier                       | 2006      | Xbox                                |                                                                                    |
| AND 1 Streetball                                        | 2006      | PlayStation 2                       |                                                                                    |
| AND 1 Streetball                                        | 2006      | Xbox                                |                                                                                    |
| Anno 1404                                               | 2009      | Windows                             |                                                                                    |
| Anno 1404                                               | 2009      | Wii                                 |                                                                                    |
| Anno 1404                                               | 2009      | Nintendo DS                         |                                                                                    |
| Anno 2070                                               | 2011      | Windows                             |                                                                                    |
| Anno 2205                                               | 2015      | Windows                             |                                                                                    |
| Anne McCaffrey's Freedom: First Resistance              | 2000      | Windows                             |                                                                                    |
| Animorphs                                               | 2000      | Game Boy Color                      |                                                                                    |
| Anvil of Dawn                                           | 1995      | MS-DOS                              |                                                                                    |
| Ape Escape 2                                            | 2003      | PlayStation 2                       |                                                                                    |
| Arcatera: The Dark Brotherhood                          | 2000      | Windows                             |                                                                                    |
| Armored Core 2                                          | 2001      | PlayStation 2                       |                                                                                    |
| Armored Core: For Answer                                | 2008      | PlayStation 3                       |                                                                                    |
| Armored Core: For Answer                                | 2008      | Xbox 360                            |                                                                                    |
| Asghan: The Dragon Slayer                               | 1998      | Windows                             |                                                                                    |
| Asphalt                                                 | 1987      | Amstrad CPC                         |                                                                                    |
| Asphalt Urban GT                                        | 2004      | Mobile Phones                       |                                                                                    |
| Asphalt Urban GT                                        | 2004      | N-Gage                              |                                                                                    |
| Asphalt Urban GT                                        | 2004      | Nintendo DS                         |                                                                                    |
| Asphalt 2: Urban GT                                     | 2005      | N-Gage                              |                                                                                    |
| Asphalt 2: Urban GT                                     | 2005      | Nintendo DS                         |                                                                                    |
| Asphalt 2: Urban GT                                     | 2005      | PlayStation Portable                |                                                                                    |
| Advance Guardian Heroes                                 | 2004      | Game Boy Advance                    |                                                                                    |
| Ape Escape: Pumped & Primed                             | 2004      | PlayStation 2                       |                                                                                    |
| Assassin's Creed                                        | 2007      | PlayStation 3                       |                                                                                    |
| Assassin's Creed                                        | 2007      | Xbox 360                            |                                                                                    |
| Assassin's Creed                                        | 2007      | Windows                             |                                                                                    |
| Assassin's Creed II                                     | 2009      | PlayStation 3                       |                                                                                    |
| Assassin's Creed II                                     | 2009      | Xbox 360                            |                                                                                    |
| Assassin's Creed II                                     | 2009      | Windows                             |                                                                                    |
| Assassin's Creed II                                     | 2009      | Mac OS X                            |                                                                                    |
| Assassin's Creed: Bloodlines                            | 2009      | PlayStation Portable                |                                                                                    |
| Assassin's Creed: Altaïr's Chronicles                   | 2009      | Nintendo DS                         |                                                                                    |
| Assassin's Creed: Altaïr's Chronicles                   | 2009      | iOS                                 |                                                                                    |
| Assassin's Creed: Altaïr's Chronicles                   | 2009      | WebOS                               |                                                                                    |
| Assassin's Creed: Altaïr's Chronicles                   | 2009      | Windows Phone                       |                                                                                    |
| Assassin's Creed: Brotherhood                           | 2010      | PlayStation 3                       |                                                                                    |
| Assassin's Creed: Brotherhood                           | 2010      | Xbox 360                            |                                                                                    |
| Assassin's Creed: Brotherhood                           | 2010      | Windows                             |                                                                                    |
| Assassin's Creed: Brotherhood                           | 2010      | Mac OS X                            |                                                                                    |
| Assassin's Creed: Revelations                           | 2011      | PlayStation 3                       |                                                                                    |
| Assassin's Creed: Revelations                           | 2011      | Xbox 360                            |                                                                                    |
| Assassin's Creed: Revelations                           | 2011      | Windows                             |                                                                                    |
| Assassin's Creed III                                    | 2012      | PlayStation 3                       |                                                                                    |
| Assassin's Creed III                                    | 2012      | Xbox 360                            |                                                                                    |
| Assassin's Creed III                                    | 2012      | Windows                             |                                                                                    |
| Assassin's Creed III                                    | 2012      | Wii U                               |                                                                                    |
| Assassin's Creed III: Liberation                        | 2012      | PlayStation Vita                    |                                                                                    |
| Assassin's Creed IV: Black Flag                         | 2013      | Windows                             |                                                                                    |
| Assassin's Creed IV: Black Flag                         | 2013      | PlayStation 3                       |                                                                                    |
| Assassin's Creed IV: Black Flag                         | 2013      | PlayStation 4                       |                                                                                    |
| Assassin's Creed IV: Black Flag                         | 2013      | Xbox 360                            |                                                                                    |
| Assassin's Creed IV: Black Flag                         | 2013      | Xbox One                            |                                                                                    |
| Assassin's Creed IV: Black Flag                         | 2013      | Wii U                               |                                                                                    |
| Assassin's Creed: Freedom Cry                           | 2013      | Windows                             |                                                                                    |
| Assassin's Creed: Freedom Cry                           | 2013      | PlayStation 3                       |                                                                                    |
| Assassin's Creed: Freedom Cry                           | 2013      | PlayStation 4                       |                                                                                    |
| Assassin's Creed: Freedom Cry                           | 2013      | Xbox 360                            |                                                                                    |
| Assassin's Creed: Freedom Cry                           | 2013      | Xbox One                            |                                                                                    |
| Assassin's Creed Pirates                                | 2013      | iOS                                 |                                                                                    |
| Assassin's Creed Pirates                                | 2013      | Android                             |                                                                                    |
| Assassin's Creed Rogue                                  | 2014      | PlayStation 3                       |                                                                                    |
| Assassin's Creed Rogue                                  | 2014      | Xbox 360                            |                                                                                    |
| Assassin's Creed Rogue                                  | 2014      | Windows                             |                                                                                    |
| Assassin's Creed Unity                                  | 2014      | Windows                             |                                                                                    |
| Assassin's Creed Unity                                  | 2014      | PlayStation 4                       |                                                                                    |
| Assassin's Creed Unity                                  | 2014      | Xbox One                            |                                                                                    |
| Assassin's Creed Identity                               | 2015      | iOS                                 |                                                                                    |
| Assassin's Creed Identity                               | 2015      | Android                             |                                                                                    |
| Assassin's Creed Chronicles                             | 2015–16   | Windows                             |                                                                                    |
| Assassin's Creed Chronicles                             | 2015–16   | PlayStation 4                       |                                                                                    |
| Assassin's Creed Chronicles                             | 2015–16   | Xbox One                            |                                                                                    |
| Assassin's Creed Syndicate                              | 2015      | Windows                             |                                                                                    |
| Assassin's Creed Syndicate                              | 2015      | PlayStation 4                       |                                                                                    |
| Assassin's Creed Syndicate                              | 2015      | Xbox One                            |                                                                                    |
| Assassin's Creed Origins                                | 2017      | Windows                             |                                                                                    |
| Assassin's Creed Origins                                | 2017      | PlayStation 4                       |                                                                                    |
| Assassin's Creed Origins                                | 2017      | Xbox One                            |                                                                                    |
| America's Army: True Soldiers                           | 2007      | Xbox 360                            |                                                                                    |
| Armored Core: For Answer                                | 2008      | PlayStation 3                       |                                                                                    |
| Armored Core: For Answer                                | 2008      | Xbox 360                            |                                                                                    |
| Asterix: These Romans Are Crazy!                        | 2009      | Nintendo DS                         |                                                                                    |
| Astonishia Story                                        | 2006      | PlayStation Portable                |                                                                                    |
| Babel Rising 3D                                         | 2012      | PlayStation 3                       | [ 1 ]                                                                              |
| Babel Rising 3D                                         | 2012      | Xbox 360                            | [ 1 ]                                                                              |
| Babel Rising 3D                                         | 2012      | Windows                             | [ 1 ]                                                                              |
| Back to the Golden Age                                  | 1991      | Amstrad CPC                         |                                                                                    |
| Back to the Golden Age                                  | 1991      | Atari ST                            |                                                                                    |
| B.A.T.                                                  | 1990      | Amiga                               |                                                                                    |
| B.A.T.                                                  | 1990      | Amstrad CPC                         |                                                                                    |
| B.A.T.                                                  | 1990      | Atari ST                            |                                                                                    |
| B.A.T.                                                  | 1990      | Commodore 64                        |                                                                                    |
| B.A.T.                                                  | 1990      | MS-DOS                              |                                                                                    |
| B.A.T. II - The Koshan Conspiracy                       | 1992      | Amiga                               |                                                                                    |
| B.A.T. II - The Koshan Conspiracy                       | 1992      | MS-DOS                              |                                                                                    |
| B.A.T. II - The Koshan Conspiracy                       | 1992      | Atari ST                            |                                                                                    |
| Baldur's Gate: Dark Alliance                            | 2004      | PlayStation 2                       |                                                                                    |
| Batman Beyond: Return of the Joker                      | 2000      | Game Boy Color                      |                                                                                    |
| Batman Beyond: Return of the Joker                      | 2000      | PlayStation                         |                                                                                    |
| Batman Beyond: Return of the Joker                      | 2000      | Nintendo 64                         |                                                                                    |
| Batman: Rise of Sin Tzu                                 | 2003      | Xbox                                |                                                                                    |
| Batman: Rise of Sin Tzu                                 | 2003      | PlayStation 2                       |                                                                                    |
| Batman: Vengeance                                       | 2001      | Xbox                                |                                                                                    |
| Batman: Vengeance                                       | 2001      | Nintendo GameCube                   |                                                                                    |
| Batman: Vengeance                                       | 2001      | PlayStation 2                       |                                                                                    |
| Batman: Vengeance                                       | 2001      | Game Boy Advance                    |                                                                                    |
| Batman: Vengeance                                       | 2001      | Windows                             |                                                                                    |
| Batman: Gotham City Racer                               | 2001      | PlayStation                         |                                                                                    |
| Batman: Chaos in Gotham                                 | 2001      | Game Boy Color                      |                                                                                    |
| Battle Realms                                           | 2001      | Windows                             |                                                                                    |
| Battle Tag                                              | 2010      | Laser tag                           |                                                                                    |
| Battle of Giants: Dinosaurs                             | 2008      | Nintendo DS                         |                                                                                    |
| Battle of Giants: Dinosaurs Fight for Survival          | 2010      | Nintendo DS                         |                                                                                    |
| Battle of Giants: Dragons                               | 2009      | Nintendo DS                         |                                                                                    |
| Battle of Giants: Dragons Bronze Edition                | 2009      | Nintendo DS                         |                                                                                    |
| Battle of Giants: Mutant Insects                        | 2010      | Nintendo DS                         |                                                                                    |
| Battle of Giants: Mutant Insects Revenge                | 2010      | Nintendo DS                         |                                                                                    |
| Battles of Prince of Persia                             | 2005      | Nintendo DS                         |                                                                                    |
| Beowulf: The Game                                       | 2007      | Windows                             |                                                                                    |
| Beowulf: The Game                                       | 2007      | PlayStation 3                       |                                                                                    |
| Beowulf: The Game                                       | 2007      | Xbox 360                            |                                                                                    |
| Beowulf: The Game                                       | 2007      | PlayStation Portable                |                                                                                    |
| Beyond Good & Evil                                      | 2003      | Xbox                                |                                                                                    |
| Beyond Good & Evil                                      | 2003      | PlayStation 2                       |                                                                                    |
| Beyond Good & Evil                                      | 2003      | Nintendo GameCube                   |                                                                                    |
| Beyond Good & Evil                                      | 2003      | Windows                             |                                                                                    |
| Beyond Good & Evil                                      | 2003      | PlayStation Network                 |                                                                                    |
| Beyond Good & Evil                                      | 2003      | Xbox Live Arcade                    |                                                                                    |
| Beyond Good and Evil 2                                  | TBA       | TBA                                 |                                                                                    |
| Blazing Angels                                          | 2006      | Xbox                                |                                                                                    |
| Blazing Angels                                          | 2006      | Xbox 360                            |                                                                                    |
| Blazing Angels                                          | 2006      | PlayStation 3                       |                                                                                    |
| Blazing Angels                                          | 2006      | Windows                             |                                                                                    |
| Blazing Angels 2: Secret Missions of WWII               | 2007      | PlayStation 3                       |                                                                                    |
| Blazing Angels 2: Secret Missions of WWII               | 2007      | Xbox 360                            |                                                                                    |
| Blazing Angels 2: Secret Missions of WWII               | 2007      | Windows                             |                                                                                    |
| Blazing Angels 2: Secret Missions of WWII               | 2007      | Wii                                 |                                                                                    |
| Bot Squad                                               | 2014      | iOS                                 |                                                                                    |
| Brothers in Arms: D-Day                                 | 2005      | PlayStation Portable                |                                                                                    |
| Brothers in Arms: Earned in Blood                       | 2005      | Windows                             |                                                                                    |
| Brothers in Arms: Earned in Blood                       | 2005      | PlayStation 2                       |                                                                                    |
| Brothers in Arms: Earned in Blood                       | 2005      | Xbox                                |                                                                                    |
| Brothers in Arms: Road to Hill 30                       | 2005      | Windows                             |                                                                                    |
| Brothers in Arms: Road to Hill 30                       | 2005      | PlayStation 2                       |                                                                                    |
| Brothers in Arms: Road to Hill 30                       | 2005      | Xbox                                |                                                                                    |
| Brothers in Arms: Hell's Highway                        | 2008      | Windows                             |                                                                                    |
| Brothers in Arms: Hell's Highway                        | 2008      | PlayStation 3                       |                                                                                    |
| Brothers in Arms: Hell's Highway                        | 2008      | Xbox 360                            |                                                                                    |
| Brothers in Arms: Furious 4                             | Cancelled | Windows                             |                                                                                    |
| Brothers in Arms: Furious 4                             | Cancelled | PlayStation 3                       |                                                                                    |
| Brothers in Arms: Furious 4                             | Cancelled | Xbox 360                            |                                                                                    |
| Buck Bumble                                             | 1998      | Nintendo 64                         |                                                                                    |
| Business Tycoon                                         | 2001      | Windows                             |                                                                                    |
| C.O.P.: The Recruit                                     | 2009      | Nintendo DS                         |                                                                                    |
| Call of Juarez                                          | 2006      | Windows                             |                                                                                    |
| Call of Juarez                                          | 2006      | Xbox 360                            |                                                                                    |
| Call of Juarez: Bound in Blood                          | 2009      | Windows                             |                                                                                    |
| Call of Juarez: Bound in Blood                          | 2009      | Xbox 360                            |                                                                                    |
| Call of Juarez: Bound in Blood                          | 2009      | PlayStation 3                       |                                                                                    |
| Call of Juarez: The Cartel                              | 2011      | Windows                             |                                                                                    |
| Call of Juarez: The Cartel                              | 2011      | Xbox 360                            |                                                                                    |
| Call of Juarez: The Cartel                              | 2011      | PlayStation 3                       |                                                                                    |
| Call of Juarez: Gunslinger                              | 2013      | Windows                             |                                                                                    |
| Call of Juarez: Gunslinger                              | 2013      | Xbox 360                            |                                                                                    |
| Call of Juarez: Gunslinger                              | 2013      | PlayStation 3                       |                                                                                    |
| Capitalism 2                                            | 2001      | Windows                             |                                                                                    |
| Catz 5                                                  | 2002      | Windows                             |                                                                                    |
| Catching Granda Jimmy: Battle of the Ages               | 2003      | PlayStation 2                       |                                                                                    |
| Catching Granda Jimmy: Battle of the Ages               | 2003      | Nintendo GameCube                   |                                                                                    |
| Charlie's Angels                                        | 2003      | PlayStation 2                       |                                                                                    |
| Charlie's Angels                                        | 2003      | Nintendo GameCube                   |                                                                                    |
| The Chessmaster 2000                                    | 1990      | Amstrad CPC                         |                                                                                    |
| Chessmaster                                             | 2003      | Xbox                                |                                                                                    |
| Chessmaster                                             | 2003      | PlayStation 2                       |                                                                                    |
| Chessmaster                                             | 2003      | Windows                             |                                                                                    |
| Chessmaster 9000                                        | 2002      | Windows                             |                                                                                    |
| Chessmaster 9000                                        | 2002      | Mac OS X                            |                                                                                    |
| Chessmaster 10th Edition                                | 2004      | Windows                             |                                                                                    |
| Child of Light                                          | 2014      | PlayStation 3                       |                                                                                    |
| Child of Light                                          | 2014      | PlayStation 4                       |                                                                                    |
| Child of Light                                          | 2014      | PlayStation Vita                    |                                                                                    |
| Child of Light                                          | 2014      | Wii U                               |                                                                                    |
| Child of Light                                          | 2014      | Windows                             |                                                                                    |
| Child of Light                                          | 2014      | Xbox 360                            |                                                                                    |
| Child of Light                                          | 2014      | Xbox One                            |                                                                                    |
| Cesar Millan's The Dog Whisperer                        | 2008      | Nintendo DS                         |                                                                                    |
| Cesar Millan's The Dog Whisperer                        | 2008      | Windows                             |                                                                                    |
| Circus Games                                            | 2008      | Wii                                 |                                                                                    |
| Cloudy with a Chance of Meatballs                       | 2009      | Windows                             |                                                                                    |
| Cloudy with a Chance of Meatballs                       | 2009      | Xbox 360                            |                                                                                    |
| Cloudy with a Chance of Meatballs                       | 2009      | Wii                                 |                                                                                    |
| Cloudy with a Chance of Meatballs                       | 2009      | PlayStation 3                       |                                                                                    |
| Cloudy with a Chance of Meatballs                       | 2009      | Nintendo DS                         |                                                                                    |
| Cloudy with a Chance of Meatballs                       | 2009      | PlayStation Portable                |                                                                                    |
| Cold Fear                                               | 2005      | Windows                             |                                                                                    |
| Cold Fear                                               | 2005      | Xbox                                |                                                                                    |
| Cold Fear                                               | 2005      | PlayStation 2                       |                                                                                    |
| Conflict Zone                                           | 2001      | Windows                             |                                                                                    |
| Conflict Zone                                           | 2001      | Dreamcast                           |                                                                                    |
| Conflict Zone                                           | 2001      | PlayStation 2                       |                                                                                    |
| Conquest: Frontier Wars                                 | 2001      | Windows                             |                                                                                    |
| Conspiration de l'An III                                | 1988      | Amstrad CPC                         |                                                                                    |
| Cover Girl                                              | 2009      | PlayStation Portable                |                                                                                    |
| Cranium Kabookii                                        | 2007      |                                     |                                                                                    |
| Crouching Tiger, Hidden Dragon                          | 2003      | Xbox                                |                                                                                    |
| Crouching Tiger, Hidden Dragon                          | 2003      | PlayStation 2                       |                                                                                    |
| Crouching Tiger, Hidden Dragon                          | 2003      | Game Boy Advance                    |                                                                                    |
| CSI: Crime Scene Investigation                          | 2003      | Windows                             |                                                                                    |
| CSI: Crime Scene Investigation                          | 2003      | Xbox                                |                                                                                    |
| CSI: Crime Scene Investigation                          | 2003      | Mac OS X                            |                                                                                    |
| CSI: Dark Motives                                       | 2004      | Windows                             |                                                                                    |
| CSI: Dark Motives                                       | 2004      | Nintendo DS                         |                                                                                    |
| CSI: Miami                                              | 2004      | Windows                             |                                                                                    |
| CSI: Miami                                              | 2004      | iPhone \|                           |                                                                                    |
| CSI: 3 Dimensions of Murder                             | 2006      | Windows                             |                                                                                    |
| CSI: 3 Dimensions of Murder                             | 2006      | PlayStation 2                       |                                                                                    |
| CSI: Hard Evidence                                      | 2007      | Windows                             |                                                                                    |
| CSI: Hard Evidence                                      | 2007      | Xbox 360                            |                                                                                    |
| CSI: Hard Evidence                                      | 2007      | Wii                                 |                                                                                    |
| CSI: NY                                                 | 2008      | Windows                             |                                                                                    |
| CSI: Deadly Intent                                      | 2009      | Windows                             |                                                                                    |
| CSI: Deadly Intent                                      | 2009      | Xbox 360                            |                                                                                    |
| CSI: Deadly Intent                                      | 2009      | Wii                                 |                                                                                    |
| CSI: Deadly Intent                                      | 2009      | Nintendo DS                         |                                                                                    |
| CSI: Fatal Conspiracy                                   | 2010      | Windows                             |                                                                                    |
| CSI: Fatal Conspiracy                                   | 2010      | Xbox 360                            |                                                                                    |
| CSI: Fatal Conspiracy                                   | 2010      | PlayStation 3                       |                                                                                    |
| CSI: Fatal Conspiracy                                   | 2010      | Wii                                 |                                                                                    |
| Cubic Ninja                                             | 2011      | Nintendo 3DS                        |                                                                                    |
| Cybermind - Planet of Riddle                            | 1988      | Atari ST                            |                                                                                    |
| Dance on Broadway                                       | 2010      | Wii                                 |                                                                                    |
| Dance on Broadway                                       | 2010      | PlayStation 3                       |                                                                                    |
| Dark Messiah of Might and Magic                         | 2006      | Windows                             |                                                                                    |
| Dark Messiah of Might and Magic: Elements               | 2008      | Xbox 360                            |                                                                                    |
| Destroyer Command                                       | 2002      | Windows                             |                                                                                    |
| Devil May Cry 3                                         | 2006      | Windows                             |                                                                                    |
| Disney's Dinosaur                                       | 2000      | Windows                             |                                                                                    |
| Disney's Dinosaur                                       | 2000      | PlayStation                         |                                                                                    |
| Disney's Dinosaur                                       | 2000      | PlayStation 2                       |                                                                                    |
| Disney's Dinosaur                                       | 2000      | Dreamcast                           |                                                                                    |
| Disney's Dinosaur                                       | 2000      | Game Boy Color                      |                                                                                    |
| Disney's PK: Out of the Shadows                         | 2002      | Nintendo GameCube                   |                                                                                    |
| Disney's PK: Out of the Shadows                         | 2002      | PlayStation 2                       |                                                                                    |
| Dogz 5                                                  | 2002      | Windows                             |                                                                                    |
| Dogz 5                                                  | 2002      | Game Boy Advance                    |                                                                                    |
| The Dog Island                                          | 2007      | Wii                                 |                                                                                    |
| The Dog Island                                          | 2007      | PlayStation 2                       |                                                                                    |
| Donald Duck: Goin' Quackers                             | 2000      | Windows                             |                                                                                    |
| Donald Duck: Goin' Quackers                             | 2000      | PlayStation                         |                                                                                    |
| Donald Duck: Goin' Quackers                             | 2000      | Nintendo 64                         |                                                                                    |
| Donald Duck: Goin' Quackers                             | 2000      | Dreamcast                           |                                                                                    |
| Donald Duck: Goin' Quackers                             | 2000      | Game Boy Color                      |                                                                                    |
| Donald Duck: Goin' Quackers                             | 2000      | Nintendo GameCube                   |                                                                                    |
| Donald Duck: Goin' Quackers                             | 2000      | PlayStation 2                       |                                                                                    |
| Downtown Run                                            | 2003      | Windows                             |                                                                                    |
| Downtown Run                                            | 2003      | PlayStation 2                       |                                                                                    |
| Downtown Run                                            | 2003      | Nintendo GameCube                   |                                                                                    |
| Driver: Parallel Lines                                  | 2007      | Windows                             |                                                                                    |
| Driver: Parallel Lines                                  | 2007      | Wii                                 |                                                                                    |
| Driver: Renegade 3D                                     | 2011      | Nintendo 3DS                        |                                                                                    |
| Driver 76                                               | 2007      | PlayStation Portable                |                                                                                    |
| Driver: San Francisco                                   | 2011      | Mac OS X                            |                                                                                    |
| Driver: San Francisco                                   | 2011      | Windows                             |                                                                                    |
| Driver: San Francisco                                   | 2011      | PlayStation 3                       |                                                                                    |
| Driver: San Francisco                                   | 2011      | Xbox 360                            |                                                                                    |
| Driver: San Francisco                                   | 2011      | Wii                                 |                                                                                    |
| Driver: San Francisco                                   | 2011      | Nintendo 3DS                        |                                                                                    |
| Driver Speedboat Paradise                               | 2015      | iOS                                 |                                                                                    |
| Driver Speedboat Paradise                               | 2015      | Android                             |                                                                                    |
| Dragon Riders: Chronicles of Pern                       | 2001      | Dreamcast                           |                                                                                    |
| Dragon Riders: Chronicles of Pern                       | 2001      | Windows                             |                                                                                    |
| Dungeon Hunter: Alliance                                | 2011      | PlayStation 3                       |                                                                                    |
| Dungeon Hunter: Alliance                                | 2011      | PlayStation Vita                    |                                                                                    |
| Dyna Blaster                                            | 1992      | Amiga                               |                                                                                    |
| Dyna Blaster                                            | 1992      | MS-DOS                              |                                                                                    |
| Dyna Blaster                                            | 1992      | Atari ST                            |                                                                                    |
| Eagle Flight                                            | 2016      | Windows                             |                                                                                    |
| Eagle Flight                                            | 2016      | PlayStation 4                       |                                                                                    |
| Emergency Heroes                                        | 2008      | Wii                                 |                                                                                    |
| Enchanted Arms                                          | 2006      | Xbox 360                            |                                                                                    |
| Enchanted Arms                                          | 2006      | PlayStation 3                       |                                                                                    |
| Ener-G                                                  | 2008      | Nintendo DS                         |                                                                                    |
| ESPN Sports Connection                                  | 2012      | Wii U                               |                                                                                    |
| Evil Twin: Cyprien's Chronicles                         | 2001      | Dreamcast                           |                                                                                    |
| Evil Twin: Cyprien's Chronicles                         | 2001      | PlayStation 2                       |                                                                                    |
| Evil Twin: Cyprien's Chronicles                         | 2001      | Windows                             |                                                                                    |
| Evolution Worlds                                        | 2002      | Nintendo GameCube                   |                                                                                    |
| EXIT                                                    | 1988      | Amstrad CPC                         |                                                                                    |
| F1 Pole Position 64                                     | 1997      | Nintendo 64                         |                                                                                    |
| F1 Pole Position                                        | 1993      | Game Boy                            |                                                                                    |
| F1 Racing Championship                                  | 2001      | Windows                             |                                                                                    |
| F1 Racing Championship                                  | 2001      | PlayStation                         |                                                                                    |
| F1 Racing Championship                                  | 2001      | Nintendo 64                         |                                                                                    |
| F1 Racing Championship                                  | 2001      | PlayStation 2                       |                                                                                    |
| F1 Racing Championship                                  | 2001      | Dreamcast                           |                                                                                    |
| F1 Racing Simulation                                    | 1998      | Windows                             |                                                                                    |
| Faces of War                                            | 2006      | Windows                             |                                                                                    |
| Far Cry                                                 | 2004      | Windows                             |                                                                                    |
| Far Cry Instincts                                       | 2005      | Xbox                                |                                                                                    |
| Far Cry Instincts Evolution                             | 2006      | Xbox                                |                                                                                    |
| Far Cry Instincts Predator                              | 2006      | Xbox 360                            |                                                                                    |
| Far Cry Primal                                          | 2016      | Windows                             |                                                                                    |
| Far Cry Primal                                          | 2016      | PlayStation 4                       |                                                                                    |
| Far Cry Primal                                          | 2016      | Xbox One                            |                                                                                    |
| Far Cry: Vengeance                                      | 2006      | Wii                                 |                                                                                    |
| Far Cry 2                                               | 2008      | Windows                             |                                                                                    |
| Far Cry 2                                               | 2008      | PlayStation 3                       |                                                                                    |
| Far Cry 2                                               | 2008      | Xbox 360                            |                                                                                    |
| Far Cry 3                                               | 2012      | Windows                             |                                                                                    |
| Far Cry 3                                               | 2012      | PlayStation 3                       |                                                                                    |
| Far Cry 3                                               | 2012      | Xbox 360                            |                                                                                    |
| Far Cry 3: Blood Dragon                                 | 2013      | Windows                             |                                                                                    |
| Far Cry 3: Blood Dragon                                 | 2013      | PlayStation 3                       |                                                                                    |
| Far Cry 3: Blood Dragon                                 | 2013      | Xbox 360                            |                                                                                    |
| Far Cry 4                                               | 2014      | Windows                             |                                                                                    |
| Far Cry 4                                               | 2014      | PlayStation 3                       |                                                                                    |
| Far Cry 4                                               | 2014      | Xbox 360                            |                                                                                    |
| Far Cry 4                                               | 2014      | PlayStation 4                       |                                                                                    |
| Far Cry 4                                               | 2014      | Xbox One                            |                                                                                    |
| Far Cry 5                                               | 2018      | Windows                             |                                                                                    |
| Far Cry 5                                               | 2018      | PlayStation 4                       |                                                                                    |
| Far Cry 5                                               | 2018      | Xbox One                            |                                                                                    |
| For Honor                                               | 2017      | Windows                             |                                                                                    |
| For Honor                                               | 2017      | PlayStation 4                       |                                                                                    |
| For Honor                                               | 2017      | Xbox One                            |                                                                                    |
| Fer et flamme                                           | 1986      | Amstrad CPC                         |                                                                                    |
| Final Command                                           | 1987      | Amiga                               |                                                                                    |
| Final Command                                           | 1987      | Atari ST                            |                                                                                    |
| Final Command                                           | 1987      | Amstrad CPC                         |                                                                                    |
| Flow: Urban Dance Uprising                              | 2005      | PlayStation 2                       |                                                                                    |
| Fred                                                    | 1989      | Amiga                               |                                                                                    |
| Fred                                                    | 1989      | Atari ST                            |                                                                                    |
| From Dust                                               | 2011      | Windows                             |                                                                                    |
| From Dust                                               | 2011      | PlayStation Network                 |                                                                                    |
| From Dust                                               | 2011      | Xbox Live Arcade                    |                                                                                    |
| Gabrielle                                               | 1987      | Amstrad CPC                         |                                                                                    |
| Gabrielle                                               | 1987      | Atari ST                            |                                                                                    |
| Gabrielle                                               | 1987      | MS-DOS                              |                                                                                    |
| Great Courts                                            | 1989      | Amiga                               |                                                                                    |
| Great Courts                                            | 1989      | Atari Lynx                          |                                                                                    |
| Great Courts                                            | 1989      | Commodore 64                        |                                                                                    |
| Great Courts                                            | 1989      | Amstrad CPC                         |                                                                                    |
| Great Courts                                            | 1989      | MS-DOS                              |                                                                                    |
| Great Courts                                            | 1989      | Super Nintendo Entertainment System |                                                                                    |
| Great Courts                                            | 1989      | Atari ST                            |                                                                                    |
| Great Courts                                            | 1989      | ZX Spectrum                         |                                                                                    |
| Great Courts 2                                          | 1991      | Amiga                               |                                                                                    |
| Great Courts 2                                          | 1991      | MS-DOS                              |                                                                                    |
| Great Courts 2                                          | 1991      | Atari ST                            |                                                                                    |
| Grey's Anatomy: The Video Game                          | 2009      | Windows                             |                                                                                    |
| Grey's Anatomy: The Video Game                          | 2009      | Wii                                 |                                                                                    |
| Grey's Anatomy: The Video Game                          | 2009      | Nintendo DS                         |                                                                                    |
| Grandia                                                 | 2000      | PlayStation                         |                                                                                    |
| Grandia 2                                               | 2000      | Windows                             |                                                                                    |
| Grandia 2                                               | 2000      | PlayStation 2                       |                                                                                    |
| Grandia 2                                               | 2000      | Dreamcast                           |                                                                                    |
| Grow Home                                               | 2015      | Windows                             |                                                                                    |
| Grow Home                                               | 2015      | PlayStation 4                       |                                                                                    |
| Grow Up                                                 | 2016      | Windows                             |                                                                                    |
| Grow Up                                                 | 2016      | PlayStation 4                       |                                                                                    |
| Grow Up                                                 | 2016      | Xbox One                            |                                                                                    |
| GT Pro Series                                           | 2006      | Wii                                 |                                                                                    |
| Hamsterz Life 2                                         | 2009      | Nintendo DS                         |                                                                                    |
| Haze                                                    | 2008      | PlayStation 3                       |                                                                                    |
| Hell-Copter                                             | 1999      | Windows                             |                                                                                    |
| Heroes of Might and Magic V                             | 2006      | Windows                             |                                                                                    |
| Heroes of Might and Magic V                             | 2006      | Mac OS X                            |                                                                                    |
| Heroes of Might and Magic V: Hammers of Fate            | 2006      | Windows                             |                                                                                    |
| Heroes of Might and Magic V: Tribes of the East         | 2007      | Windows                             |                                                                                    |
| Heroes of the Pacific                                   | 2005      | PlayStation 2                       |                                                                                    |
| Heroes of the Pacific                                   | 2005      | Windows                             |                                                                                    |
| Heroes of the Pacific                                   | 2005      | Xbox                                |                                                                                    |
| Heroes Over Europe                                      | 2009      | PlayStation 3                       |                                                                                    |
| Heroes Over Europe                                      | 2009      | Windows                             |                                                                                    |
| Heroes Over Europe                                      | 2009      | Xbox 360                            |                                                                                    |
| Hexcite                                                 | 1998      | Game Boy Color                      |                                                                                    |
| Hooters Road Trip                                       | 2002      | Windows                             |                                                                                    |
| Hooters Road Trip                                       | 2002      | PlayStation                         |                                                                                    |
| Hurlements                                              | 1988      | Amstrad CPC                         |                                                                                    |
| Hurlements                                              | 1988      | MS-DOS                              |                                                                                    |
| Hype: The Time Quest                                    | 1999      | Windows                             |                                                                                    |
| Hype: The Time Quest                                    | 1999      | PlayStation 2                       |                                                                                    |
| I Am Alive                                              | 2012      | Xbox 360                            |                                                                                    |
| I Am Alive                                              | 2012      | PlayStation 3                       |                                                                                    |
| I Am Alive                                              | 2012      | Windows                             |                                                                                    |
| I Am Alive                                              | 2012      | Xbox Live Arcade                    |                                                                                    |
| I Am Alive                                              | 2012      | PlayStation Network                 |                                                                                    |
| IL-2 Sturmovik                                          | 2001      | Windows                             |                                                                                    |
| IL-2 Sturmovik: Forgotten Battles Ace Expansion Pack    | 2004      | Windows                             |                                                                                    |
| IL-2 Sturmovik: Cliffs of Dover                         | 2011      | Windows                             |                                                                                    |
| Indiana Jones and the Last Crusade                      | 1993      | Nintendo Entertainment System       |                                                                                    |
| Imagine: Animal Doctor                                  | 2007      | Nintendo DS                         |                                                                                    |
| Imagine: Babyz                                          | 2007      | Nintendo DS                         |                                                                                    |
| Imagine: Fashion Designer                               | 2007      | Nintendo DS                         |                                                                                    |
| Imagine: Fashion Party                                  | 2008      | Wii                                 |                                                                                    |
| Imagine: Figure Skater                                  | 2007      | Nintendo DS                         |                                                                                    |
| Imagine: Gymnast                                        | 2009      | Nintendo DS                         |                                                                                    |
| Imagine: Master Chef                                    | 2007      | Nintendo DS                         |                                                                                    |
| Imagine: Party Babyz                                    | 2008      | Wii                                 |                                                                                    |
| Imperialism II: Age of Exploration                      | 1999      | Windows                             |                                                                                    |
| Import Tuner Challenge                                  | 2006      | Xbox 360                            |                                                                                    |
| Iron Lord                                               | 1989      | Amiga                               |                                                                                    |
| Iron Lord                                               | 1989      | Commodore 64                        |                                                                                    |
| Iron Lord                                               | 1989      | Amstrad CPC                         |                                                                                    |
| Iron Lord                                               | 1989      | MS-DOS                              |                                                                                    |
| Iron Lord                                               | 1989      | Atari ST                            |                                                                                    |
| Iron Lord                                               | 1989      | ZX Spectrum                         |                                                                                    |
| Inertie                                                 | 1987      | Amstrad CPC                         |                                                                                    |
| Infestation                                             | 2000      | Windows                             |                                                                                    |
| Jade Cocoon 2                                           | 2001      | PlayStation 2                       |                                                                                    |
| James Cameron's Avatar: The Game                        | 2009      | Xbox 360                            |                                                                                    |
| James Cameron's Avatar: The Game                        | 2009      | PlayStation 3                       |                                                                                    |
| James Cameron's Avatar: The Game                        | 2009      | PlayStation Portable                |                                                                                    |
| James Cameron's Avatar: The Game                        | 2009      | Nintendo DS                         |                                                                                    |
| James Cameron's Avatar: The Game                        | 2009      | Wii                                 |                                                                                    |
| James Cameron's Avatar: The Game                        | 2009      | Windows                             |                                                                                    |
| James Noir's Hollywood Crimes                           | 2011      | Nintendo 3DS                        |                                                                                    |
| James Noir's Hollywood Crimes                           | 2011      | iOS                                 |                                                                                    |
| Jimmy Connors Pro Tennis Tour                           | 1993      | Nintendo Entertainment System       |                                                                                    |
| Jimmy Connors Pro Tennis Tour                           | 1993      | Super Nintendo Entertainment System |                                                                                    |
| Just Dance                                              | 2009      | Wii                                 |                                                                                    |
| Just Dance Kids                                         | 2009      | Wii                                 |                                                                                    |
| Just Dance Kids                                         | 2009      | PlayStation 3                       |                                                                                    |
| Just Dance Kids                                         | 2009      | Xbox 360                            |                                                                                    |
| Just Dance 2                                            | 2010      | Wii                                 |                                                                                    |
| Just Dance Summer Party                                 | 2011      | Wii                                 |                                                                                    |
| Just Dance 3                                            | 2011      | Wii                                 |                                                                                    |
| Just Dance 3                                            | 2011      | PlayStation 3                       |                                                                                    |
| Just Dance 3                                            | 2011      | Xbox 360                            |                                                                                    |
| Just Dance Kids 2                                       | 2011      | Wii                                 |                                                                                    |
| Just Dance Kids 2                                       | 2011      | PlayStation 3                       |                                                                                    |
| Just Dance Kids 2                                       | 2011      | Xbox 360                            |                                                                                    |
| Just Dance: Best Of                                     | 2012      | Wii                                 |                                                                                    |
| Just Dance: Best Of                                     | 2012      | PlayStation 3                       |                                                                                    |
| Just Dance: Best Of                                     | 2012      | Xbox 360                            |                                                                                    |
| Just Dance 4                                            | 2012      | Wii                                 |                                                                                    |
| Just Dance 4                                            | 2012      | PlayStation 3                       |                                                                                    |
| Just Dance 4                                            | 2012      | Xbox 360                            |                                                                                    |
| Just Dance 4                                            | 2012      | Wii U                               |                                                                                    |
| Just Dance 2014                                         | 2013      | PlayStation 3                       |                                                                                    |
| Just Dance 2014                                         | 2013      | PlayStation 4                       |                                                                                    |
| Just Dance 2014                                         | 2013      | Xbox 360                            |                                                                                    |
| Just Dance 2014                                         | 2013      | Xbox One                            |                                                                                    |
| Just Dance 2014                                         | 2013      | Wii                                 |                                                                                    |
| Just Dance 2014                                         | 2013      | Wii U                               |                                                                                    |
| Just Dance 2015                                         | 2014      | PlayStation 3                       |                                                                                    |
| Just Dance 2015                                         | 2014      | PlayStation 4                       |                                                                                    |
| Just Dance 2015                                         | 2014      | Xbox 360                            |                                                                                    |
| Just Dance 2015                                         | 2014      | Xbox One                            |                                                                                    |
| Just Dance 2015                                         | 2014      | Wii                                 |                                                                                    |
| Just Dance 2015                                         | 2014      | Wii U                               |                                                                                    |
| Just Dance 2016                                         | 2015      | PlayStation 3                       |                                                                                    |
| Just Dance 2016                                         | 2015      | PlayStation 4                       |                                                                                    |
| Just Dance 2016                                         | 2015      | Xbox 360                            |                                                                                    |
| Just Dance 2016                                         | 2015      | Xbox One                            |                                                                                    |
| Just Dance 2016                                         | 2015      | Wii                                 |                                                                                    |
| Just Dance 2016                                         | 2015      | Wii U                               |                                                                                    |
| Just Dance 2017                                         | 2016      | PlayStation 3                       |                                                                                    |
| Just Dance 2017                                         | 2016      | PlayStation 4                       |                                                                                    |
| Just Dance 2017                                         | 2016      | Xbox 360                            |                                                                                    |
| Just Dance 2017                                         | 2016      | Xbox One                            |                                                                                    |
| Just Dance 2017                                         | 2016      | Wii                                 |                                                                                    |
| Just Dance 2017                                         | 2016      | Wii U                               |                                                                                    |
| Just Dance 2017                                         | 2016      | Nintendo Switch                     |                                                                                    |
| Just Dance 2017                                         | 2016      | Windows                             |                                                                                    |
| Just Dance 2018                                         | 2017      | PlayStation 3                       |                                                                                    |
| Just Dance 2018                                         | 2017      | PlayStation 4                       |                                                                                    |
| Just Dance 2018                                         | 2017      | Xbox 360                            |                                                                                    |
| Just Dance 2018                                         | 2017      | Xbox One                            |                                                                                    |
| Just Dance 2018                                         | 2017      | Wii                                 |                                                                                    |
| Just Dance 2018                                         | 2017      | Wii U                               |                                                                                    |
| Just Dance 2018                                         | 2017      | Nintendo Switch                     |                                                                                    |
| Just Dance 2018                                         | 2017      | Windows                             |                                                                                    |
| Kutaaa: The Dog of World                                | 2005      | Game Boy Advance                    |                                                                                    |
| L'Ile                                                   | 1988      | Amstrad CPC                         |                                                                                    |
| L'Oeil de Set                                           | 1987      | Amstrad CPC                         |                                                                                    |
| La Chose de Grotemburg                                  | 1987      | Amstrad CPC                         |                                                                                    |
| Laura's Happy Adventures                                | 1998      | Windows                             |                                                                                    |
| Laura's Happy Adventures                                | 1998      | Game Boy Color                      |                                                                                    |
| Le Maître des Âmes                                      | 1987      | Amstrad CPC                         |                                                                                    |
| Le Maître des Âmes                                      | 1987      | Atari ST                            |                                                                                    |
| Le Maître des Âmes                                      | 1987      | MS-DOS                              |                                                                                    |
| Le Nécromancien                                         | 1987      | Amstrad CPC                         |                                                                                    |
| Little Nicky                                            | 2000      | Game Boy Color                      |                                                                                    |
| Lost Magic                                              | 2006      | Nintendo DS                         |                                                                                    |
| Lost: Via Domus                                         | 2008      | Windows                             |                                                                                    |
| Lost: Via Domus                                         | 2008      | PlayStation 3                       |                                                                                    |
| Lost: Via Domus                                         | 2008      | Xbox 360                            |                                                                                    |
| Lock On: Modern Air Combat                              | 2003      | Windows                             |                                                                                    |
| Lumines Electronic Symphony                             | 2012      | PlayStation Vita                    |                                                                                    |
| Lunar Legend                                            | 2001      | Game Boy Advance                    |                                                                                    |
| Lunar: Dragon Song                                      | 2005      | Nintendo DS                         |                                                                                    |
| M'Enfin                                                 | 1987      | Amstrad CPC                         |                                                                                    |
| Mange Cailloux                                          | 1987      | Amstrad CPC                         |                                                                                    |
| Manhattan 95 Light                                      | 1987      | Amstrad CPC                         |                                                                                    |
| Marcel Desailly Pro Football                            | 2002      | PlayStation                         |                                                                                    |
| Mario + Rabbids Kingdom Battle                          | 2017      | Nintendo Switch                     |                                                                                    |
| Marvel Avengers: Battle for Earth                       | 2012      | Xbox 360                            |                                                                                    |
| Marvel Avengers: Battle for Earth                       | 2012      | Wii U                               |                                                                                    |
| Masque                                                  | 1986      | Atari ST                            |                                                                                    |
| Masque                                                  | 1986      | Amstrad CPC                         |                                                                                    |
| Masque                                                  | 1986      | MS-DOS                              |                                                                                    |
| Michael Jackson: The Experience                         | 2010      | Wii                                 |                                                                                    |
| Michael Jackson: The Experience                         | 2010      | Nintendo DS                         |                                                                                    |
| Michael Jackson: The Experience                         | 2010      | PlayStation Portable                |                                                                                    |
| Michael Jackson: The Experience                         | 2010      | Xbox 360 Kinect                     |                                                                                    |
| Michael Jackson: The Experience                         | 2010      | PlayStation Move                    |                                                                                    |
| Mad Riders                                              | 2012      | Windows                             |                                                                                    |
| Mad Riders                                              | 2012      | PlayStation 3                       |                                                                                    |
| Mad Riders                                              | 2012      | Xbox 360                            |                                                                                    |
| Might & Magic: Heroes VI                                | 2011      | Windows                             |                                                                                    |
| Might & Magic X: Legacy                                 | 2014      | Windows                             |                                                                                    |
| The Mighty Quest for Epic Loot                          | 2013      | Windows                             |                                                                                    |
| Mike Tyson Boxing                                       | 2002      | Game Boy Advance                    |                                                                                    |
| Monaco Grand Prix                                       | 1999      | Nintendo 64                         |                                                                                    |
| Monaco Grand Prix                                       | 1999      | Dreamcast                           |                                                                                    |
| Monaco Grand Prix                                       | 1999      | PlayStation                         |                                                                                    |
| Monaco Grand Prix Racing Simulation 2                   | 1999      | Windows                             |                                                                                    |
| Monster 4x4                                             | 2012      | Nintendo 3DS                        |                                                                                    |
| Monster 4x4: Masters of Metal                           | 2003      | PlayStation 2                       |                                                                                    |
| Monster 4x4: Masters of Metal                           | 2003      | Nintendo GameCube                   |                                                                                    |
| Monster 4x4 World Circuit                               | 2006      | Wii                                 |                                                                                    |
| Movie Games                                             | 2008      | Wii                                 |                                                                                    |
| Mum's Night Off                                         | 2001      | PlayStation 2                       |                                                                                    |
| My French Coach                                         | 2007      | Nintendo DS                         |                                                                                    |
| My French Coach                                         | 2007      | Wii                                 |                                                                                    |
| My French Coach Level 2: Intermediate                   | 2007      | Nintendo DS                         |                                                                                    |
| My Fun Facts Coach                                      | 2008      | Nintendo DS                         |                                                                                    |
| My Japanese Coach                                       | 2008      | Nintendo DS                         |                                                                                    |
| My Chinese Coach                                        | 2008      | Nintendo DS                         |                                                                                    |
| My Life Coach                                           | 2008      | Nintendo DS                         |                                                                                    |
| My SAT Coach                                            | 2008      | Nintendo DS                         |                                                                                    |
| My Spanish Coach                                        | 2007      | Nintendo DS                         |                                                                                    |
| My Spanish Coach                                        | 2007      | Wii                                 |                                                                                    |
| My Spanish Coach                                        | 2007      | PlayStation Portable                |                                                                                    |
| My Spanish Coach Level 2: Intermediate                  | 2007      | Nintendo DS                         |                                                                                    |
| My Weight Loss Coach                                    | 2008      | Nintendo DS                         |                                                                                    |
| My Word Coach                                           | 2007      | Nintendo DS                         |                                                                                    |
| My Word Coach                                           | 2007      | Wii                                 |                                                                                    |
| My Dutch Coach                                          | 2007      | Nintendo DS                         |                                                                                    |
| Myst Masterpiece Edition                                | 2000      | Windows                             |                                                                                    |
| Myst III: Exile                                         | 2001      | Windows                             |                                                                                    |
| Myst III: Exile                                         | 2001      | Mac OS X                            |                                                                                    |
| Myst IV: Revelation                                     | 2004      | Windows                             |                                                                                    |
| Myst IV: Revelation                                     | 2004      | Mac OS X                            |                                                                                    |
| Myst V: End of Ages                                     | 2005      | Windows                             |                                                                                    |
| Myst V: End of Ages                                     | 2005      | Mac OS X                            |                                                                                    |
| Moto Racer Advance                                      | 2002      | Game Boy Advance                    |                                                                                    |
| Naruto: Rise of a Ninja                                 | 2007      | Xbox 360                            |                                                                                    |
| Naruto: The Broken Bond                                 | 2008      | Xbox 360                            |                                                                                    |
| Night Hunter                                            | 1989      | Atari ST                            |                                                                                    |
| Night Hunter                                            | 1989      | Amstrad CPC                         |                                                                                    |
| No More Heroes                                          | 2007      | Wii                                 |                                                                                    |
| No More Heroes 2: Desperate Struggle                    | 2010      | Wii                                 |                                                                                    |
| NCIS: The Game                                          | 2011      | Windows                             |                                                                                    |
| NCIS: The Game                                          | 2011      | PlayStation 3                       |                                                                                    |
| NCIS: The Game                                          | 2011      | Xbox 360                            |                                                                                    |
| Omeyad                                                  | 1989      | Amstrad CPC                         |                                                                                    |
| Open Season                                             | 2006      | Wii                                 |                                                                                    |
| Open Season                                             | 2006      | PlayStation 2                       |                                                                                    |
| Open Season                                             | 2006      | PlayStation Portable                |                                                                                    |
| Open Season                                             | 2006      | Windows                             |                                                                                    |
| Open Season                                             | 2006      | Game Boy Advance                    |                                                                                    |
| Open Season                                             | 2006      | Xbox 360                            |                                                                                    |
| Open Season                                             | 2006      | Xbox                                |                                                                                    |
| Open Season                                             | 2006      | Nintendo DS                         |                                                                                    |
| Open Season                                             | 2006      | Nintendo GameCube                   |                                                                                    |
| Outland                                                 | 2011      | PlayStation Network                 |                                                                                    |
| Outland                                                 | 2011      | Xbox Live Arcade                    |                                                                                    |
| Pacific Fighters                                        | 2004      | Windows                             |                                                                                    |
| Panzer General Online                                   | 2013      | Windows                             |                                                                                    |
| Paradise                                                | 2006      | Windows                             |                                                                                    |
| Pawly Pets: My Animal Hospital                          | 2007      | Windows                             |                                                                                    |
| Payuta                                                  | 1994      | Windows                             |                                                                                    |
| Peter Jackson's King Kong                               | 2005      | Windows                             |                                                                                    |
| Peter Jackson's King Kong                               | 2005      | PlayStation 2                       |                                                                                    |
| Peter Jackson's King Kong                               | 2005      | Nintendo GameCube                   |                                                                                    |
| Peter Jackson's King Kong                               | 2005      | Xbox                                |                                                                                    |
| Peter Jackson's King Kong                               | 2005      | Xbox 360                            |                                                                                    |
| Peter Jackson's King Kong                               | 2005      | PlayStation Portable                |                                                                                    |
| Peter Jackson's King Kong                               | 2005      | Nintendo DS                         |                                                                                    |
| Peter Jackson's King Kong                               | 2005      | Game Boy Advance                    |                                                                                    |
| Petz: Crazy Monkeyz                                     | 2008      | Wii                                 |                                                                                    |
| Petz Dogz 2                                             | 2007      | Wii                                 |                                                                                    |
| Petz Dogz 2                                             | 2007      | PlayStation 2                       |                                                                                    |
| Petz Catz 2                                             | 2007      | Wii                                 |                                                                                    |
| Petz Catz 2                                             | 2007      | PlayStation 2                       |                                                                                    |
| Petz: Horsez Club                                       | 2008      | Wii                                 |                                                                                    |
| Petz: Rescue Wildlife Vet                               | 2008      | Wii                                 |                                                                                    |
| Petz Sports: Dog Playground                             | 2008      | Wii                                 |                                                                                    |
| Peur sur Amityville                                     | 1987      | Amstrad CPC                         |                                                                                    |
| Pick 'n Pile                                            | 1990      | Amiga                               |                                                                                    |
| Pick 'n Pile                                            | 1990      | Apple IIGS                          |                                                                                    |
| Pick 'n Pile                                            | 1990      | Atari 2600                          |                                                                                    |
| Pick 'n Pile                                            | 1990      | Commodore 64                        |                                                                                    |
| Pick 'n Pile                                            | 1990      | Amstrad CPC                         |                                                                                    |
| Pick 'n Pile                                            | 1990      | Mac OS X                            |                                                                                    |
| Pick 'n Pile                                            | 1990      | Atari ST                            |                                                                                    |
| Pick 'n Pile                                            | 1990      | ZX Spectrum                         |                                                                                    |
| POD - Planet of Death                                   | 1997      | Windows                             |                                                                                    |
| Planet of the Apes                                      | 2001      | PlayStation                         |                                                                                    |
| Planet of the Apes                                      | 2001      | Windows                             |                                                                                    |
| POD 2 / POD: Speedzone                                  | 2000      | Dreamcast                           |                                                                                    |
| Prince of Persia: Warrior Within                        | 2004      | Xbox                                |                                                                                    |
| Prince of Persia: Warrior Within                        | 2004      | PlayStation 2                       |                                                                                    |
| Prince of Persia: Warrior Within                        | 2004      | Nintendo GameCube                   |                                                                                    |
| Prince of Persia: Warrior Within                        | 2004      | Windows                             |                                                                                    |
| Prince of Persia: The Two Thrones                       | 2005      | Xbox                                |                                                                                    |
| Prince of Persia: The Two Thrones                       | 2005      | PlayStation 2                       |                                                                                    |
| Prince of Persia: The Two Thrones                       | 2005      | Nintendo GameCube                   |                                                                                    |
| Prince of Persia: The Two Thrones                       | 2005      | Windows                             |                                                                                    |
| Prince of Persia: The Two Thrones                       | 2005      | Mac OS X                            |                                                                                    |
| Prince of Persia: Revelations                           | 2005      | PlayStation Portable                |                                                                                    |
| Prince of Persia: Rival Swords                          | 2007      | Wii                                 |                                                                                    |
| Prince of Persia: Rival Swords                          | 2007      | PlayStation Portable                |                                                                                    |
| Prince of Persia Classic                                | 2007      | Xbox 360                            |                                                                                    |
| Prince of Persia Classic                                | 2007      | iOS                                 |                                                                                    |
| Prince of Persia                                        | 2008      | Xbox 360                            |                                                                                    |
| Prince of Persia                                        | 2008      | PlayStation 3                       |                                                                                    |
| Prince of Persia                                        | 2008      | Windows                             |                                                                                    |
| Prince of Persia                                        | 2008      | Mac OS X                            |                                                                                    |
| Prince of Persia                                        | 2010      | iOS                                 |                                                                                    |
| Prince of Persia                                        | 2010      | Wii                                 |                                                                                    |
| Prince of Persia                                        | 2010      | Nintendo 3DS                        |                                                                                    |
| Prince of Persia: The Forgotten Sands                   | 2010      | Xbox 360                            |                                                                                    |
| Prince of Persia: The Forgotten Sands                   | 2010      | PlayStation 3                       |                                                                                    |
| Prince of Persia: The Forgotten Sands                   | 2010      | Wii                                 |                                                                                    |
| Prince of Persia: The Forgotten Sands                   | 2010      | PlayStation Portable                |                                                                                    |
| Prince of Persia: The Forgotten Sands                   | 2010      | Nintendo DS                         |                                                                                    |
| Prince of Persia: The Forgotten Sands                   | 2010      | Windows                             |                                                                                    |
| Prince of Persia: The Sands of Time                     | 2003      | PlayStation 2                       |                                                                                    |
| Prince of Persia: The Sands of Time                     | 2003      | Xbox                                |                                                                                    |
| Prince of Persia: The Sands of Time                     | 2003      | Nintendo GameCube                   |                                                                                    |
| Prince of Persia: The Sands of Time                     | 2003      | Game Boy Advance                    |                                                                                    |
| Prince of Persia: The Sands of Time                     | 2003      | Windows                             |                                                                                    |
| Pro Rally 2002                                          | 2002      | PlayStation 2                       |                                                                                    |
| Pro Rally 2002                                          | 2002      | Nintendo GameCube                   |                                                                                    |
| Pro Tennis Tour                                         | 1990      | Amstrad CPC                         |                                                                                    |
| Puffy's Saga                                            | 1989      | Amiga                               |                                                                                    |
| Puffy's Saga                                            | 1989      | Commodore 64                        |                                                                                    |
| Puffy's Saga                                            | 1989      | Amstrad CPC                         |                                                                                    |
| Puffy's Saga                                            | 1989      | MS-DOS                              |                                                                                    |
| Puffy's Saga                                            | 1989      | Atari ST                            |                                                                                    |
| Puffy's Saga                                            | 1989      | ZX Spectrum                         |                                                                                    |
| Purple Elastic                                          | 2001      | PlayStation                         |                                                                                    |
| Purple Elastic                                          | 2001      | Game Boy Color                      |                                                                                    |
| Purple Elastic                                          | 2001      | Nintendo 64                         |                                                                                    |
| Racket Sports                                           | 2010      | PlayStation 3                       |                                                                                    |
| Racket Sports                                           | 2010      | PlayStation Move                    |                                                                                    |
| RanX                                                    | 1990      | Amiga                               |                                                                                    |
| RanX                                                    | 1990      | MS-DOS                              |                                                                                    |
| RanX                                                    | 1990      | Atari ST                            |                                                                                    |
| Rabbids Go Home                                         | 2009      | Wii                                 |                                                                                    |
| Rabbids Go Home                                         | 2009      | Nintendo DS                         |                                                                                    |
| Rabbids Go Home 2: World Tour Crazy Adventures          | 2011      | Nintendo 3DS                        |                                                                                    |
| Rabbids Matter of Party                                 | 2012      | Wii                                 |                                                                                    |
| Rabbids Matter of Party                                 | 2012      | PlayStation Vita                    |                                                                                    |
| Rabbids Matter of Party                                 | 2012      | Nintendo 3DS                        |                                                                                    |
| Rabbids Land                                            | 2012      | Wii U                               |                                                                                    |
| Rabbids Rumble                                          | 2012      | Nintendo 3DS                        |                                                                                    |
| Raving Rabbids Travel In Time                           | 2010      | Wii                                 |                                                                                    |
| Raving Rabbids Travel In Time                           | 2010      | Nintendo 3DS                        |                                                                                    |
| Raving Rabbids Alive & Kicking                          | 2011      | Xbox 360                            |                                                                                    |
| Rayman                                                  | 1995      | Windows                             |                                                                                    |
| Rayman                                                  | 1995      | PlayStation                         |                                                                                    |
| Rayman                                                  | 1995      | Game Boy Color                      |                                                                                    |
| Rayman                                                  | 1995      | Atari Jaguar                        |                                                                                    |
| Rayman                                                  | 1995      | Sega Saturn                         |                                                                                    |
| Rayman                                                  | 1995      | MS-DOS                              |                                                                                    |
| Rayman Advance                                          | 2001      | Game Boy Advance                    |                                                                                    |
| Rayman Designer                                         | 1997      | Windows                             |                                                                                    |
| Rayman Gold                                             | 1997      | Windows                             |                                                                                    |
| Rayman Forever                                          | 1998      | Windows                             |                                                                                    |
| Rayman Legends                                          | 2013      | PlayStation 3                       |                                                                                    |
| Rayman Legends                                          | 2013      | Xbox 360                            |                                                                                    |
| Rayman Legends                                          | 2013      | Windows                             |                                                                                    |
| Rayman Legends                                          | 2013      | PlayStation Vita                    |                                                                                    |
| Rayman Legends                                          | 2013      | Wii U                               |                                                                                    |
| Rayman Legends                                          | 2013      | Xbox One                            |                                                                                    |
| Rayman Legends                                          | 2013      | PlayStation 4                       |                                                                                    |
| Rayman 2: The Great Escape                              | 1999      | Windows                             |                                                                                    |
| Rayman 2: The Great Escape                              | 1999      | Nintendo 64                         |                                                                                    |
| Rayman 2: The Great Escape                              | 1999      | Dreamcast                           |                                                                                    |
| Rayman 2: The Great Escape                              | 1999      | PlayStation                         |                                                                                    |
| Rayman 2: Revolution                                    | 2001      | PlayStation 2                       |                                                                                    |
| Rayman DS                                               | 2005      | Nintendo DS                         |                                                                                    |
| Rayman 3D                                               | 2011      | Nintendo 3DS                        |                                                                                    |
| Rayman M                                                | 2001      | Windows                             |                                                                                    |
| Rayman M                                                | 2001      | PlayStation 2                       |                                                                                    |
| Rayman Arena                                            | 2002      | Xbox                                |                                                                                    |
| Rayman Arena                                            | 2002      | PlayStation 2                       |                                                                                    |
| Rayman Arena                                            | 2002      | Nintendo GameCube                   |                                                                                    |
| Rayman Arena                                            | 2002      | Windows                             |                                                                                    |
| Rayman 3: Hoodlum Havoc                                 | 2003      | Xbox                                |                                                                                    |
| Rayman 3: Hoodlum Havoc                                 | 2003      | PlayStation 2                       |                                                                                    |
| Rayman 3: Hoodlum Havoc                                 | 2003      | Nintendo GameCube                   |                                                                                    |
| Rayman 3: Hoodlum Havoc                                 | 2003      | Windows                             |                                                                                    |
| Rayman 3: Hoodlum Havoc                                 | 2003      | Game Boy Advance                    |                                                                                    |
| Rayman 3: Hoodlum Havoc                                 | 2003      | Mac OS X                            |                                                                                    |
| Rayman 3: Hoodlum Havoc                                 | 2003      | N-Gage                              |                                                                                    |
| Rayman: Hoodlums' Revenge                               | 2005      | Game Boy Advance                    |                                                                                    |
| Rayman Origins                                          | 2011      | PlayStation 3                       |                                                                                    |
| Rayman Origins                                          | 2011      | Xbox 360                            |                                                                                    |
| Rayman Origins                                          | 2011      | Wii                                 |                                                                                    |
| Rayman Origins                                          | 2011      | Nintendo 3DS                        |                                                                                    |
| Rayman Origins                                          | 2011      | PlayStation Vita                    |                                                                                    |
| Rayman Origins                                          | 2011      | Windows                             |                                                                                    |
| Rayman Raving Rabbids                                   | 2006      | Wii                                 |                                                                                    |
| Rayman Raving Rabbids                                   | 2006      | Game Boy Advance                    |                                                                                    |
| Rayman Raving Rabbids                                   | 2006      | PlayStation 2                       |                                                                                    |
| Rayman Raving Rabbids                                   | 2006      | Nintendo DS                         |                                                                                    |
| Rayman Raving Rabbids                                   | 2006      | Windows                             |                                                                                    |
| Rayman Raving Rabbids                                   | 2006      | Xbox 360                            |                                                                                    |
| Rayman Raving Rabbids 2                                 | 2007      | Wii                                 |                                                                                    |
| Rayman Raving Rabbids 2                                 | 2007      | Nintendo DS                         |                                                                                    |
| Rayman Raving Rabbids TV Party                          | 2008      | Wii                                 |                                                                                    |
| Rayman Raving Rabbids TV Party                          | 2008      | Nintendo DS                         |                                                                                    |
| Rayman Rush                                             | 2002      | PlayStation                         |                                                                                    |
| Real Football 2008                                      | 2007      | Nintendo DS                         |                                                                                    |
| RealMYST                                                | 2000      | Windows                             |                                                                                    |
| RealMYST                                                | 2000      | Mac OS X                            |                                                                                    |
| Red Record: Ryan Duguid's Story                         | 2010      | Xbox                                |                                                                                    |
| Red Steel                                               | 2006      | Wii                                 |                                                                                    |
| Red Steel 2                                             | 2010      | Wii                                 |                                                                                    |
| Redline Racer                                           | 1998      | Windows                             |                                                                                    |
| Resident Evil 4                                         | 2007      | Windows                             |                                                                                    |
| Rocket: Robot on Wheels                                 | 1999      | Nintendo 64                         |                                                                                    |
| Rocky                                                   | 2002      | Game Boy Advance                    |                                                                                    |
| Rocky                                                   | 2002      | Nintendo GameCube                   |                                                                                    |
| Rocky                                                   | 2002      | PlayStation 2                       |                                                                                    |
| Rocky                                                   | 2002      | Xbox                                |                                                                                    |
| Rocky Legends                                           | 2004      | Xbox                                |                                                                                    |
| Rocky Legends                                           | 2004      | PlayStation 2                       |                                                                                    |
| Rocky Balboa                                            | 2007      | PlayStation Portable                |                                                                                    |
| Rocksmith                                               | 2012      | Xbox 360                            |                                                                                    |
| Rocksmith                                               | 2012      | PlayStation 3                       |                                                                                    |
| Rocksmith                                               | 2012      | PlayStation 4                       |                                                                                    |
| Rocksmith                                               | 2012      | Windows                             |                                                                                    |
| Rocksmith                                               | 2012      | Mac OS X                            |                                                                                    |
| R.U.S.E.                                                | 2010      | Wii                                 |                                                                                    |
| R.U.S.E.                                                | 2010      | Xbox 360                            |                                                                                    |
| R.U.S.E.                                                | 2010      | PlayStation 3                       |                                                                                    |
| R.U.S.E.                                                | 2010      | Windows                             |                                                                                    |
| R.U.S.E.                                                | 2010      | Mac OS X                            |                                                                                    |
| S.C.A.R.S                                               | 1998      | Nintendo 64                         |                                                                                    |
| S.C.A.R.S                                               | 1998      | PlayStation                         |                                                                                    |
| S.C.A.R.S                                               | 1998      | Windows                             |                                                                                    |
| Sauvez Yurk                                             | 1990      | Amstrad CPC                         |                                                                                    |
| Scott Pilgrim vs. the World: The Game                   | 2010      | PlayStation Network                 |                                                                                    |
| Scott Pilgrim vs. the World: The Game                   | 2010      | Xbox Live Arcade                    |                                                                                    |
| Shadowbane: The Rise of Chaos                           | 2003      | Windows                             |                                                                                    |
| Shadow Gunner: The Robot Wars                           | 1998      | PlayStation                         |                                                                                    |
| Shaun White Snowboarding                                | 2008      | Wii                                 |                                                                                    |
| Shaun White Snowboarding                                | 2008      | PlayStation 3                       |                                                                                    |
| Shaun White Snowboarding                                | 2008      | Xbox 360                            |                                                                                    |
| Shaun White Snowboarding                                | 2008      | Windows                             |                                                                                    |
| Shaun White Snowboarding: World Stage                   | 2009      | Wii                                 |                                                                                    |
| Shaun White Skateboarding                               | 2010      | Wii                                 |                                                                                    |
| Shaun White Skateboarding                               | 2010      | PlayStation 3                       |                                                                                    |
| Shaun White Skateboarding                               | 2010      | Xbox 360                            |                                                                                    |
| Shaun White Skateboarding                               | 2010      | Windows                             |                                                                                    |
| Sherlock Holmes: Secret of the Silver Earring           | 2004      | Windows                             |                                                                                    |
| ShootMania Storm                                        | 2013      | Windows                             |                                                                                    |
| Shoot Many Robots                                       | 2012      | PlayStation 3                       |                                                                                    |
| Shoot Many Robots                                       | 2012      | Xbox 360                            |                                                                                    |
| Shoot Many Robots                                       | 2012      | Windows                             |                                                                                    |
| Silent Hunter III                                       | 2005      | Windows                             |                                                                                    |
| Silent Hunter 4: Wolves of the Pacific                  | 2007      | Windows                             |                                                                                    |
| Silent Hunter IV: U-Boat Mission                        | 2008      | Windows                             |                                                                                    |
| Skateball                                               | 1989      | Amiga                               |                                                                                    |
| Skateball                                               | 1989      | Amstrad CPC                         |                                                                                    |
| Skateball                                               | 1989      | Amstrad GX4000                      |                                                                                    |
| Skateball                                               | 1989      | Atari ST                            |                                                                                    |
| Skateball                                               | 1989      | Commodore 64                        |                                                                                    |
| Skateball                                               | 1989      | MS-DOS                              |                                                                                    |
| Skateball                                               | 1989      | ZX Spectrum                         |                                                                                    |
| Skull & Bones                                           | 2018      | Xbox One                            |                                                                                    |
| Skull & Bones                                           | 2018      | PlayStation 4                       |                                                                                    |
| Skull & Bones                                           | 2018      | Windows                             |                                                                                    |
| Skull Caps                                              | 1998      | Windows                             |                                                                                    |
| South Park: The Fractured but Whole                     | 2017      | PlayStation 4                       |                                                                                    |
| South Park: The Fractured but Whole                     | 2017      | Xbox One                            |                                                                                    |
| South Park: The Fractured but Whole                     | 2017      | Windows                             |                                                                                    |
| South Park: The Stick of Truth                          | 2014      | PlayStation 3                       |                                                                                    |
| South Park: The Stick of Truth                          | 2014      | Xbox 360                            |                                                                                    |
| South Park: The Stick of Truth                          | 2014      | Windows                             |                                                                                    |
| Spartacus Legends                                       | 2013      | PlayStation 3                       |                                                                                    |
| Spartacus Legends                                       | 2013      | Xbox 360                            |                                                                                    |
| Speed Busters: American Highways                        | 1998      | Windows                             |                                                                                    |
| Speed Devils                                            | 1999      | Dreamcast                           |                                                                                    |
| Speed Devils Online Racing                              | 2000      | Dreamcast                           |                                                                                    |
| Sphaira                                                 | 1989      | Amstrad CPC                         |                                                                                    |
| Sprung                                                  | 2004      | Nintendo DS                         |                                                                                    |
| Star Wars Episode III: Revenge of the Sith              | 2005      | PlayStation 2                       |                                                                                    |
| Star Wars Episode III: Revenge of the Sith              | 2005      | Xbox                                |                                                                                    |
| Star Wars Episode III: Revenge of the Sith              | 2005      | Game Boy Advance                    |                                                                                    |
| Star Trek: Bridge Crew                                  | 2017      | PlayStation 4                       |                                                                                    |
| Star Trek: Bridge Crew                                  | 2017      | Windows                             |                                                                                    |
| Star Wars Trilogy: Apprentice of the Force              | 2004      | Game Boy Advance                    |                                                                                    |
| Star Wars: Lethal Alliance                              | 2006      | PlayStation Portable                |                                                                                    |
| Star Wars: Lethal Alliance                              | 2006      | Nintendo DS                         |                                                                                    |
| Style Lab: Makeover                                     | 2009      | Nintendo DS                         |                                                                                    |
| Stratego - Next Edition                                 | 2007      | Nintendo DS                         | [ 2 ]                                                                              |
| Steep                                                   | 2016      | Windows                             |                                                                                    |
| Steep                                                   | 2016      | Nintendo Switch                     |                                                                                    |
| Steep                                                   | 2016      | PlayStation 4                       |                                                                                    |
| Steep                                                   | 2016      | Xbox One                            |                                                                                    |
| Street Racer                                            | 1994      | Amiga                               |                                                                                    |
| Street Racer                                            | 1994      | MS-DOS                              |                                                                                    |
| Street Racer                                            | 1994      | Game Boy                            |                                                                                    |
| Street Racer                                            | 1994      | PlayStation                         |                                                                                    |
| Street Racer                                            | 1994      | Sega Saturn                         |                                                                                    |
| Street Racer                                            | 1994      | Sega Genesis                        |                                                                                    |
| Street Racer                                            | 1994      | Super Nintendo Entertainment System |                                                                                    |
| Street Riders                                           | 2006      | PlayStation Portable                |                                                                                    |
| Sunny Garcia Surfing                                    | 2001      | PlayStation 2                       |                                                                                    |
| Surf's Up                                               | 2007      | Xbox 360                            |                                                                                    |
| Surf's Up                                               | 2007      | PlayStation 3                       |                                                                                    |
| Surf's Up                                               | 2007      | Wii                                 |                                                                                    |
| Surf's Up                                               | 2007      | PlayStation Portable                |                                                                                    |
| Surf's Up                                               | 2007      | PlayStation 2                       |                                                                                    |
| Surf's Up                                               | 2007      | Nintendo GameCube                   |                                                                                    |
| Surf's Up                                               | 2007      | Nintendo DS                         |                                                                                    |
| Surf's Up                                               | 2007      | Game Boy Advance                    |                                                                                    |
| Surf's Up                                               | 2007      | Windows                             |                                                                                    |
| Sub Culture                                             | 1997      | Windows                             |                                                                                    |
| Stupid Invaders                                         | 2000      | Dreamcast                           |                                                                                    |
| Stupid Invaders                                         | 2000      | Windows                             |                                                                                    |
| Telefoot Manager                                        | 2002      | PlayStation                         |                                                                                    |
| Terres et Conquérants                                   | 1989      | Amstrad CPC                         |                                                                                    |
| Tenchu: Shadow Assassins                                | 2009      | Wii                                 |                                                                                    |
| Tenchu: Shadow Assassins                                | 2009      | PlayStation Portable                |                                                                                    |
| Tennis Arena                                            | 1997      | Sega Saturn                         |                                                                                    |
| Tennis Arena                                            | 1997      | PlayStation                         |                                                                                    |
| Tetris Ultimate                                         | 2014      | Windows                             |                                                                                    |
| Tetris Ultimate                                         | 2014      | Xbox One                            |                                                                                    |
| Tetris Ultimate                                         | 2014      | PlayStation 4                       |                                                                                    |
| Tetris Ultimate                                         | 2014      | Nintendo 3DS                        |                                                                                    |
| Tetris Ultimate                                         | 2014      | PlayStation Vita                    |                                                                                    |
| The Adventures of Valdo and Marie                       | 1997      | Windows                             |                                                                                    |
| The Crew                                                | 2014      | Windows                             |                                                                                    |
| The Crew                                                | 2014      | Xbox 360                            |                                                                                    |
| The Crew                                                | 2014      | Xbox One                            |                                                                                    |
| The Crew                                                | 2014      | PlayStation 4                       |                                                                                    |
| The Dukes of Hazzard: Return of the General Lee         | 2004      | Xbox                                |                                                                                    |
| The Dukes of Hazzard: Return of the General Lee         | 2004      | PlayStation 2                       |                                                                                    |
| The Elder Scrolls III: Morrowind                        | 2002      | Windows                             |                                                                                    |
| The Elder Scrolls III: Morrowind                        | 2002      | Xbox                                |                                                                                    |
| The Expendables 2: The Video Game                       | 2012      | PlayStation 3                       |                                                                                    |
| The Expendables 2: The Video Game                       | 2012      | Xbox 360                            |                                                                                    |
| The Expendables 2: The Video Game                       | 2012      | Windows                             |                                                                                    |
| The Hip Hop Dance Experience                            | 2012      | Xbox 360                            |                                                                                    |
| The Hip Hop Dance Experience                            | 2012      | Wii                                 |                                                                                    |
| Theocracy                                               | 2000      | Windows                             |                                                                                    |
| The Political Machine                                   | 2004      | Windows                             |                                                                                    |
| The Settlers IV: Mission Pack                           | 2002      | Windows                             |                                                                                    |
| The Settlers IV: The Trojans and the Elixir of Power    | 2002      | Windows                             |                                                                                    |
| The Settlers: Heritage of Kings                         | 2005      | Windows                             |                                                                                    |
| The Settlers II 10th Anniversary                        | 2007      | Windows                             |                                                                                    |
| The Settlers: Rise of an Empire                         | 2007      | Windows                             |                                                                                    |
| The Settlers 7: Paths to a Kingdom                      | 2010      | Windows                             |                                                                                    |
| The Settlers 7: Paths to a Kingdom                      | 2010      | Mac OS X                            |                                                                                    |
| The Smurfs                                              | 2011      | Wii                                 |                                                                                    |
| The Smurfs                                              | 2011      | Nintendo DS                         |                                                                                    |
| The Smurfs                                              | 2011      | Nintendo 3DS                        |                                                                                    |
| The Smurfs 2                                            | 2013      | Xbox 360                            |                                                                                    |
| The Smurfs 2                                            | 2013      | Wii                                 |                                                                                    |
| The Smurfs 2                                            | 2013      | PlayStation 3                       |                                                                                    |
| The Smurfs 2                                            | 2013      | Nintendo DS                         |                                                                                    |
| The Smurfs 2                                            | 2013      | Wii U                               |                                                                                    |
| The Smurfs Dance Party                                  | 2011      | Wii                                 |                                                                                    |
| The Sum of All Fears                                    | 2002      | Nintendo GameCube                   |                                                                                    |
| The Sum of All Fears                                    | 2002      | Windows                             |                                                                                    |
| The Sum of All Fears                                    | 2002      | Game Boy Advance                    |                                                                                    |
| Tom Clancy's The Division                               | 2016      | PlayStation 4                       |                                                                                    |
| Tom Clancy's The Division                               | 2016      | Xbox One                            |                                                                                    |
| Tom Clancy's The Division                               | 2016      | Windows                             |                                                                                    |
| Tom Clancy's EndWar                                     | 2008      | Xbox 360                            |                                                                                    |
| Tom Clancy's EndWar                                     | 2008      | PlayStation 3                       |                                                                                    |
| Tom Clancy's EndWar                                     | 2008      | Nintendo DS                         |                                                                                    |
| Tom Clancy's EndWar                                     | 2008      | PlayStation Portable                |                                                                                    |
| Tom Clancy's EndWar                                     | 2008      | Windows                             |                                                                                    |
| Tom Clancy's H.A.W.X                                    | 2009      | Windows                             |                                                                                    |
| Tom Clancy's H.A.W.X                                    | 2009      | Xbox 360                            |                                                                                    |
| Tom Clancy's H.A.W.X                                    | 2009      | PlayStation 3                       |                                                                                    |
| Tom Clancy's H.A.W.X 2                                  | 2010      | Windows                             |                                                                                    |
| Tom Clancy's H.A.W.X 2                                  | 2010      | Xbox 360                            |                                                                                    |
| Tom Clancy's H.A.W.X 2                                  | 2010      | PlayStation 3                       |                                                                                    |
| Tom Clancy's Ghost Recon                                | 2001      | Windows                             |                                                                                    |
| Tom Clancy's Ghost Recon                                | 2001      | Xbox                                |                                                                                    |
| Tom Clancy's Ghost Recon                                | 2001      | PlayStation 2                       |                                                                                    |
| Tom Clancy's Ghost Recon                                | 2001      | Nintendo GameCube                   |                                                                                    |
| Tom Clancy's Ghost Recon: Desert Siege                  | 2003      | Windows                             |                                                                                    |
| Tom Clancy's Ghost Recon: Island Thunder                | 2003      | Xbox                                |                                                                                    |
| Tom Clancy's Ghost Recon: Island Thunder                | 2003      | Windows                             |                                                                                    |
| Tom Clancy's Ghost Recon: Jungle Storm                  | 2004      | PlayStation 2                       |                                                                                    |
| Tom Clancy's Ghost Recon: Jungle Storm                  | 2004      | N-Gage                              |                                                                                    |
| Tom Clancy's Ghost Recon 2                              | 2004      | Xbox                                |                                                                                    |
| Tom Clancy's Ghost Recon 2                              | 2004      | PlayStation 2                       |                                                                                    |
| Tom Clancy's Ghost Recon 2                              | 2004      | Nintendo GameCube                   |                                                                                    |
| Tom Clancy's Ghost Recon 2: Summit Strike               | 2005      | Xbox                                |                                                                                    |
| Tom Clancy's Ghost Recon Advanced Warfighter            | 2006      | Xbox                                |                                                                                    |
| Tom Clancy's Ghost Recon Advanced Warfighter            | 2006      | Xbox 360                            |                                                                                    |
| Tom Clancy's Ghost Recon Advanced Warfighter            | 2006      | Windows                             |                                                                                    |
| Tom Clancy's Ghost Recon Advanced Warfighter            | 2006      | PlayStation 2                       |                                                                                    |
| Tom Clancy's Ghost Recon Advanced Warfighter 2          | 2007      | Xbox 360                            |                                                                                    |
| Tom Clancy's Ghost Recon Advanced Warfighter 2          | 2007      | PlayStation 3                       |                                                                                    |
| Tom Clancy's Ghost Recon Advanced Warfighter 2          | 2007      | Windows                             |                                                                                    |
| Tom Clancy's Ghost Recon: Future Soldier                | 2012      | Xbox 360                            |                                                                                    |
| Tom Clancy's Ghost Recon: Future Soldier                | 2012      | PlayStation 3                       |                                                                                    |
| Tom Clancy's Ghost Recon: Future Soldier                | 2012      | Windows                             |                                                                                    |
| Tom Clancy's Ghost Recon Predator                       | 2010      | PlayStation Portable                |                                                                                    |
| Tom Clancy's Ghost Recon: Shadow Wars                   | 2011      | Nintendo 3DS                        |                                                                                    |
| Tom Clancy's Ghost Recon Online                         | 2012      | Windows                             |                                                                                    |
| Tom Clancy's Ghost Recon Online                         | 2012      | Wii U                               |                                                                                    |
| Tom Clancy's Ghost Recon Wildlands                      | 2017      | Windows                             |                                                                                    |
| Tom Clancy's Ghost Recon Wildlands                      | 2017      | Xbox One                            |                                                                                    |
| Tom Clancy's Ghost Recon Wildlands                      | 2017      | PlayStation 4                       |                                                                                    |
| Tom Clancy's Rainbow 6: Patriots                        | Cancelled | Windows                             |                                                                                    |
| Tom Clancy's Rainbow 6: Patriots                        | Cancelled | Xbox One                            |                                                                                    |
| Tom Clancy's Rainbow 6: Patriots                        | Cancelled | PlayStation 4                       |                                                                                    |
| Tom Clancy's Rainbow Six: Rogue Spear                   | 1999      | Windows                             |                                                                                    |
| Tom Clancy's Rainbow Six: Rogue Spear                   | 1999      | Mac OS X                            |                                                                                    |
| Tom Clancy's Rainbow Six: Rogue Spear                   | 1999      | Dreamcast                           |                                                                                    |
| Tom Clancy's Rainbow Six: Rogue Spear                   | 1999      | PlayStation                         |                                                                                    |
| Tom Clancy's Rainbow Six: Rogue Spear: Urban Operations | 2000      | Windows                             |                                                                                    |
| Tom Clancy's Rainbow Six: Rogue Spear: Black Thorn      | 2001      | Windows                             |                                                                                    |
| Tom Clancy's Rainbow Six 3: Raven Shield                | 2003      | Windows                             |                                                                                    |
| Tom Clancy's Rainbow Six 3: Raven Shield                | 2003      | Xbox                                |                                                                                    |
| Tom Clancy's Rainbow Six 3: Raven Shield                | 2003      | PlayStation 2                       |                                                                                    |
| Tom Clancy's Rainbow Six 3: Raven Shield                | 2003      | Nintendo GameCube                   |                                                                                    |
| Tom Clancy's Rainbow Six 3: Raven Shield: Athena Sword  | 2004      | Windows                             |                                                                                    |
| Tom Clancy's Rainbow Six 3: Raven Shield: Iron Wrath    | 2005      | Windows                             |                                                                                    |
| Tom Clancy's Rainbow Six 3: Black Arrow                 | 2004      | Xbox                                |                                                                                    |
| Tom Clancy's Rainbow Six: Lockdown                      | 2005      | Xbox                                |                                                                                    |
| Tom Clancy's Rainbow Six: Lockdown                      | 2005      | PlayStation 2                       |                                                                                    |
| Tom Clancy's Rainbow Six: Lockdown                      | 2005      | Nintendo GameCube                   |                                                                                    |
| Tom Clancy's Rainbow Six: Lockdown                      | 2005      | Windows                             |                                                                                    |
| Tom Clancy's Rainbow Six: Critical Hour                 | 2006      | Xbox                                |                                                                                    |
| Tom Clancy's Rainbow Six Siege                          | 2015      | Windows                             |                                                                                    |
| Tom Clancy's Rainbow Six Siege                          | 2015      | PlayStation 4                       |                                                                                    |
| Tom Clancy's Rainbow Six Siege                          | 2015      | Xbox One                            |                                                                                    |
| Tom Clancy's Rainbow Six: Vegas                         | 2006      | Xbox 360                            |                                                                                    |
| Tom Clancy's Rainbow Six: Vegas                         | 2006      | Windows                             |                                                                                    |
| Tom Clancy's Rainbow Six: Vegas                         | 2006      | PlayStation 3                       |                                                                                    |
| Tom Clancy's Rainbow Six: Vegas                         | 2006      | PlayStation Portable                |                                                                                    |
| Tom Clancy's Rainbow Six: Vegas 2                       | 2008      | Xbox 360                            |                                                                                    |
| Tom Clancy's Rainbow Six: Vegas 2                       | 2008      | Windows                             |                                                                                    |
| Tom Clancy's Rainbow Six: Vegas 2                       | 2008      | PlayStation 3                       |                                                                                    |
| Tom Clancy's ShadowBreak                                | 2017      | iOS                                 |                                                                                    |
| Tom Clancy's ShadowBreak                                | 2017      | Android                             |                                                                                    |
| Tom Clancy's Splinter Cell                              | 2002      | Xbox                                |                                                                                    |
| Tom Clancy's Splinter Cell                              | 2002      | PlayStation 2                       |                                                                                    |
| Tom Clancy's Splinter Cell                              | 2002      | Nintendo GameCube                   |                                                                                    |
| Tom Clancy's Splinter Cell                              | 2002      | Windows                             |                                                                                    |
| Tom Clancy's Splinter Cell: Pandora Tomorrow            | 2004      | Xbox                                |                                                                                    |
| Tom Clancy's Splinter Cell: Pandora Tomorrow            | 2004      | PlayStation 2                       |                                                                                    |
| Tom Clancy's Splinter Cell: Pandora Tomorrow            | 2004      | Nintendo GameCube                   |                                                                                    |
| Tom Clancy's Splinter Cell: Pandora Tomorrow            | 2004      | Windows                             |                                                                                    |
| Tom Clancy's Splinter Cell: Chaos Theory                | 2005      | Xbox                                |                                                                                    |
| Tom Clancy's Splinter Cell: Chaos Theory                | 2005      | PlayStation 2                       |                                                                                    |
| Tom Clancy's Splinter Cell: Chaos Theory                | 2005      | Nintendo GameCube                   |                                                                                    |
| Tom Clancy's Splinter Cell: Chaos Theory                | 2005      | Windows                             |                                                                                    |
| Tom Clancy's Splinter Cell: Essentials                  | 2006      | PlayStation Portable                |                                                                                    |
| Tom Clancy's Splinter Cell: Double Agent                | 2006      | Xbox                                |                                                                                    |
| Tom Clancy's Splinter Cell: Double Agent                | 2006      | PlayStation 2                       |                                                                                    |
| Tom Clancy's Splinter Cell: Double Agent                | 2006      | Windows                             |                                                                                    |
| Tom Clancy's Splinter Cell: Double Agent                | 2006      | Xbox 360                            |                                                                                    |
| Tom Clancy's Splinter Cell: Double Agent                | 2006      | Nintendo GameCube                   |                                                                                    |
| Tom Clancy's Splinter Cell: Double Agent                | 2006      | Wii                                 |                                                                                    |
| Tom Clancy's Splinter Cell: Conviction                  | 2010      | Windows                             |                                                                                    |
| Tom Clancy's Splinter Cell: Conviction                  | 2010      | Xbox 360                            |                                                                                    |
| Tom Clancy's Splinter Cell: Blacklist                   | 2013      | Windows                             |                                                                                    |
| Tom Clancy's Splinter Cell: Blacklist                   | 2013      | Xbox 360                            |                                                                                    |
| Tom Clancy's Splinter Cell: Blacklist                   | 2013      | PlayStation 3                       |                                                                                    |
| Tom Clancy's Splinter Cell: Blacklist                   | 2013      | Wii U                               |                                                                                    |
| Totally Spies! Totally Party                            | 2008      | Windows                             |                                                                                    |
| Totally Spies! Totally Party                            | 2008      | Wii                                 |                                                                                    |
| Totally Spies! Totally Party                            | 2008      | PlayStation 2                       |                                                                                    |
| Toy Soldiers: War Chest                                 | 2015      | Windows                             |                                                                                    |
| Toy Soldiers: War Chest                                 | 2015      | Xbox One                            |                                                                                    |
| Toy Soldiers: War Chest                                 | 2015      | PlayStation 4                       |                                                                                    |
| TIM7                                                    | 1996      | Windows                             |                                                                                    |
| TMNT                                                    | 2007      | Xbox 360                            |                                                                                    |
| TMNT                                                    | 2007      | PlayStation 2                       |                                                                                    |
| TMNT                                                    | 2007      | PlayStation 3                       |                                                                                    |
| TMNT                                                    | 2007      | PlayStation Portable                |                                                                                    |
| TMNT                                                    | 2007      | Game Boy Advance                    |                                                                                    |
| TMNT                                                    | 2007      | Nintendo GameCube                   |                                                                                    |
| TMNT                                                    | 2007      | Nintendo DS                         |                                                                                    |
| TMNT                                                    | 2007      | Wii                                 |                                                                                    |
| TMNT                                                    | 2007      | Windows                             |                                                                                    |
| Teenage Mutant Ninja Turtles: Smash-Up                  | 2009      | Wii                                 |                                                                                    |
| Teenage Mutant Ninja Turtles: Smash-Up                  | 2009      | PlayStation 2                       |                                                                                    |
| Tonic Trouble                                           | 2000      | Windows                             |                                                                                    |
| Tonic Trouble                                           | 2000      | Nintendo 64                         |                                                                                    |
| Tork: Prehistoric Punk                                  | 2005      | Xbox                                |                                                                                    |
| Trials Evolution                                        | 2012      | Xbox Live Arcade                    |                                                                                    |
| Trials Evolution: Gold Edition                          | 2013      | Windows                             |                                                                                    |
| Trials Fusion                                           | 2014      | PlayStation 4                       |                                                                                    |
| Trials Fusion                                           | 2014      | Xbox 360                            |                                                                                    |
| Trials Fusion                                           | 2014      | Xbox One                            |                                                                                    |
| Trials Fusion                                           | 2014      | Windows                             |                                                                                    |
| Trials of The Blood Dragon                              | 2016      | PlayStation 4                       |                                                                                    |
| Trials of The Blood Dragon                              | 2016      | Xbox One                            |                                                                                    |
| Trials of The Blood Dragon                              | 2016      | Windows                             |                                                                                    |
| Trollz: Hair Affair!                                    | 2005      | Game Boy Advance                    |                                                                                    |
| TrackMania Turbo                                        | 2016      | Windows                             |                                                                                    |
| TrackMania Turbo                                        | 2016      | PlayStation 4                       |                                                                                    |
| TrackMania Turbo                                        | 2016      | Xbox One                            |                                                                                    |
| TV Show King Party                                      | 2008      | Wii                                 |                                                                                    |
| Twinworld                                               | 1989      | Acorn Archimedes                    |                                                                                    |
| Twinworld                                               | 1989      | Amiga                               |                                                                                    |
| Twinworld                                               | 1989      | Amstrad CPC                         |                                                                                    |
| Twinworld                                               | 1989      | Atari ST                            |                                                                                    |
| Twinworld                                               | 1989      | Commodore 64                        |                                                                                    |
| Unreal                                                  | 1990      | Amiga                               |                                                                                    |
| Unreal                                                  | 1990      | MS-DOS                              |                                                                                    |
| Unreal                                                  | 1990      | Atari ST                            |                                                                                    |
| Uru: Ages Beyond Myst                                   | 2003      | Windows                             |                                                                                    |
| Uru: The Path of the Shell                              | 2004      | Windows                             |                                                                                    |
| Valiant Hearts: The Great War                           | 2014      | PlayStation 3                       |                                                                                    |
| Valiant Hearts: The Great War                           | 2014      | PlayStation 4                       |                                                                                    |
| Valiant Hearts: The Great War                           | 2014      | Xbox 360                            |                                                                                    |
| Valiant Hearts: The Great War                           | 2014      | Xbox One                            |                                                                                    |
| Valiant Hearts: The Great War                           | 2014      | Windows                             |                                                                                    |
| Velvet Assassin                                         | 2009      | Xbox 360                            |                                                                                    |
| Velvet Assassin                                         | 2009      | Windows                             |                                                                                    |
| Velvet Assassin                                         | 2009      | Mac OS X                            |                                                                                    |
| Warlords Battlecry II                                   | 2002      | Windows                             |                                                                                    |
| Warlords IV: Heroes of Etheria                          | 2003      | Windows                             |                                                                                    |
| War World                                               | 2012      | Windows                             |                                                                                    |
| Watch Dogs                                              | 2014      | Windows                             |                                                                                    |
| Watch Dogs                                              | 2014      | Xbox 360                            |                                                                                    |
| Watch Dogs                                              | 2014      | Xbox One                            |                                                                                    |
| Watch Dogs                                              | 2014      | PlayStation 3                       |                                                                                    |
| Watch Dogs                                              | 2014      | PlayStation 4                       |                                                                                    |
| Watch Dogs                                              | 2014      | Wii U                               |                                                                                    |
| Watch Dogs 2                                            | 2016      | Windows                             |                                                                                    |
| Watch Dogs 2                                            | 2016      | Xbox One                            |                                                                                    |
| Watch Dogs 2                                            | 2016      | PlayStation 4                       |                                                                                    |
| Wheelman                                                | 2009      | Windows                             | [ 3 ]                                                                              |
| Wheelman                                                | 2009      | Xbox 360                            | [ 3 ]                                                                              |
| Wheelman                                                | 2009      | PlayStation 3                       | [ 3 ]                                                                              |
| Will Rock                                               | 2003      | Windows                             |                                                                                    |
| Winnie the Pooh's Rumbly Tumbly Adventure               | 2005      | Game Boy Advance                    |                                                                                    |
| Winnie the Pooh's Rumbly Tumbly Adventure               | 2005      | Nintendo GameCube                   |                                                                                    |
| Winnie the Pooh's Rumbly Tumbly Adventure               | 2005      | PlayStation 2                       |                                                                                    |
| World in Conflict                                       | 2007      | Windows                             |                                                                                    |
| World in Conflict: Soviet Assault                       | 2009      | Windows                             |                                                                                    |
| World in Conflict: Complete Edition                     | 2009      | Windows                             | A full set containing both World in Conflict and World in Conflict: Soviet Assault |
| Worms World Party                                       | 2001      | Windows                             |                                                                                    |
| Worms World Party                                       | 2001      | PlayStation                         |                                                                                    |
| Worms World Party                                       | 2001      | Game Boy Advance                    |                                                                                    |
| Worms World Party                                       | 2001      | N-Gage                              |                                                                                    |
| XIII                                                    | 2003      | Xbox                                |                                                                                    |
| XIII                                                    | 2003      | PlayStation 2                       |                                                                                    |
| XIII                                                    | 2003      | Nintendo GameCube                   |                                                                                    |
| XIII                                                    | 2003      | Windows                             |                                                                                    |
| Yohoho! Puzzle Pirates                                  | 2005      | Windows                             |                                                                                    |
| Your Shape                                              | 2009      | Wii                                 |                                                                                    |
| Your Shape: Fitness Evolved 2012                        | 2012      | Xbox 360                            |                                                                                    |
| Your Shape: Fitness Evolved 2013                        | 2013      | Wii U                               |                                                                                    |
| Zombi                                                   | 1986      | Amstrad CPC                         |                                                                                    |
| Zombi                                                   | 1986      | Amiga                               |                                                                                    |
| Zombi                                                   | 1986      | Commodore 64                        |                                                                                    |
| Zombi                                                   | 1986      | MS-DOS                              |                                                                                    |
| Zombi                                                   | 1986      | Atari ST                            |                                                                                    |
| Zombi                                                   | 1986      | ZX Spectrum                         |                                                                                    |
| ZombiU                                                  | 2012      | Wii U                               |                                                                                    |
| Zeit²                                                   | 2011      | Xbox 360                            |                                                                                    |
| Zeit²                                                   | 2011      | Windows                             |                                                                                    |